# Natalie Cook
Natalie Louise Cook (Townsville, 19 gennaio 1975) è un'ex giocatrice di beach volley australiana.

## Biografia
Ha debuttato nel circuito professionistico internazionale l'11 novembre 1993 a Santos, in Brasile, in coppia con Anita Spring piazzandosi in 6ª posizione. l'11 agosto 1996 ha ottenuto la sua prima vittoria in una tappa del World tour ad Osaka, in Giappone, insieme a Kerri Pottharst. Nel massimo circuito FIVB ha trionfato per 3 volte con 2 partner differenti.
Ha preso parte a cinque edizioni dei Giochi olimpici, conquistando la medaglia di bronzo ad Atlanta 1996 e vincendo il titolo olimpico a Sydney 2000 entrambe le volte con Kerri Pottharst.
Ha altresì partecipato a molte edizioni dei campionati mondiali, saltando in carriera solo quella di Stavanger 2009, ed ottenendo come miglior risultato la medaglia di bronzo a Rio de Janeiro 2003 in coppia con Nicole Sanderson.

## Palmarès

### Giochi olimpici
- 1 oro: a Sydney 2000
- 1 bronzo: ad Atlanta 1996

### Campionati mondiali
- 1 bronzo: a Rio de Janeiro 2003

### World tour
- 23 podi: 3 primi posti, 7 secondi posti e 13 terzi posti

### World tour - vittorie
| Data           | Località | Nazione       | in coppia con   |
| -------------- | -------- | ------------- | --------------- |
| 11 agosto 1996 | Osaka    | Giappone      | Kerri Pottharst |
| 8 aprile 2001  | Macao    | Cina          | Kerri Pottharst |
| 3 giugno 2007  | Seul     | Corea del Sud | Tamsin Hinchley |